# Guiraoa arvensis
Guiraoa arvensis är en korsblommig växtart som beskrevs av Ernest Saint-Charles Cosson. Guiraoa arvensis ingår i släktet Guiraoa och familjen korsblommiga växter. Inga underarter finns listade i Catalogue of Life.